# Concattedrale

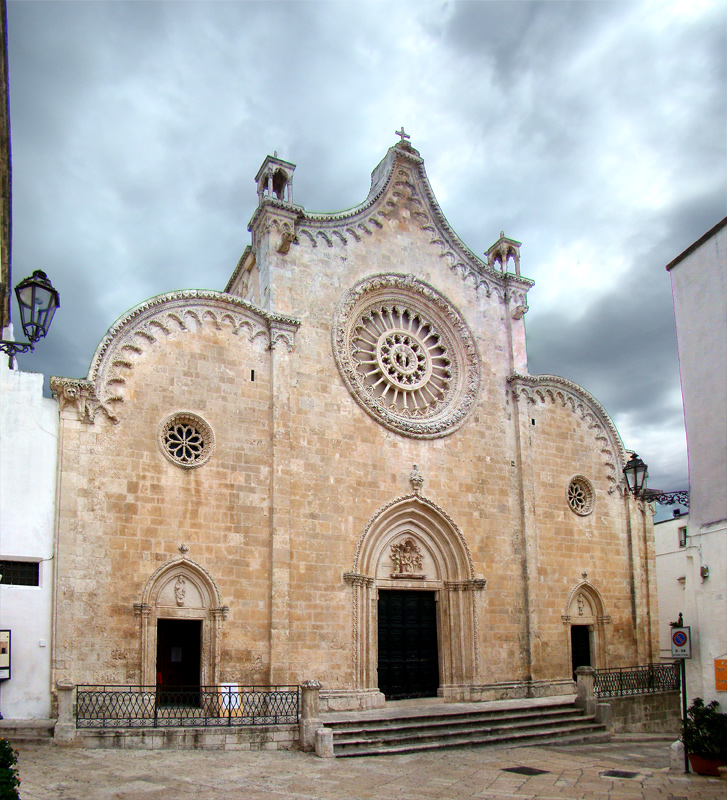
Ostuni, Concattedrale di Santa Maria Assunta

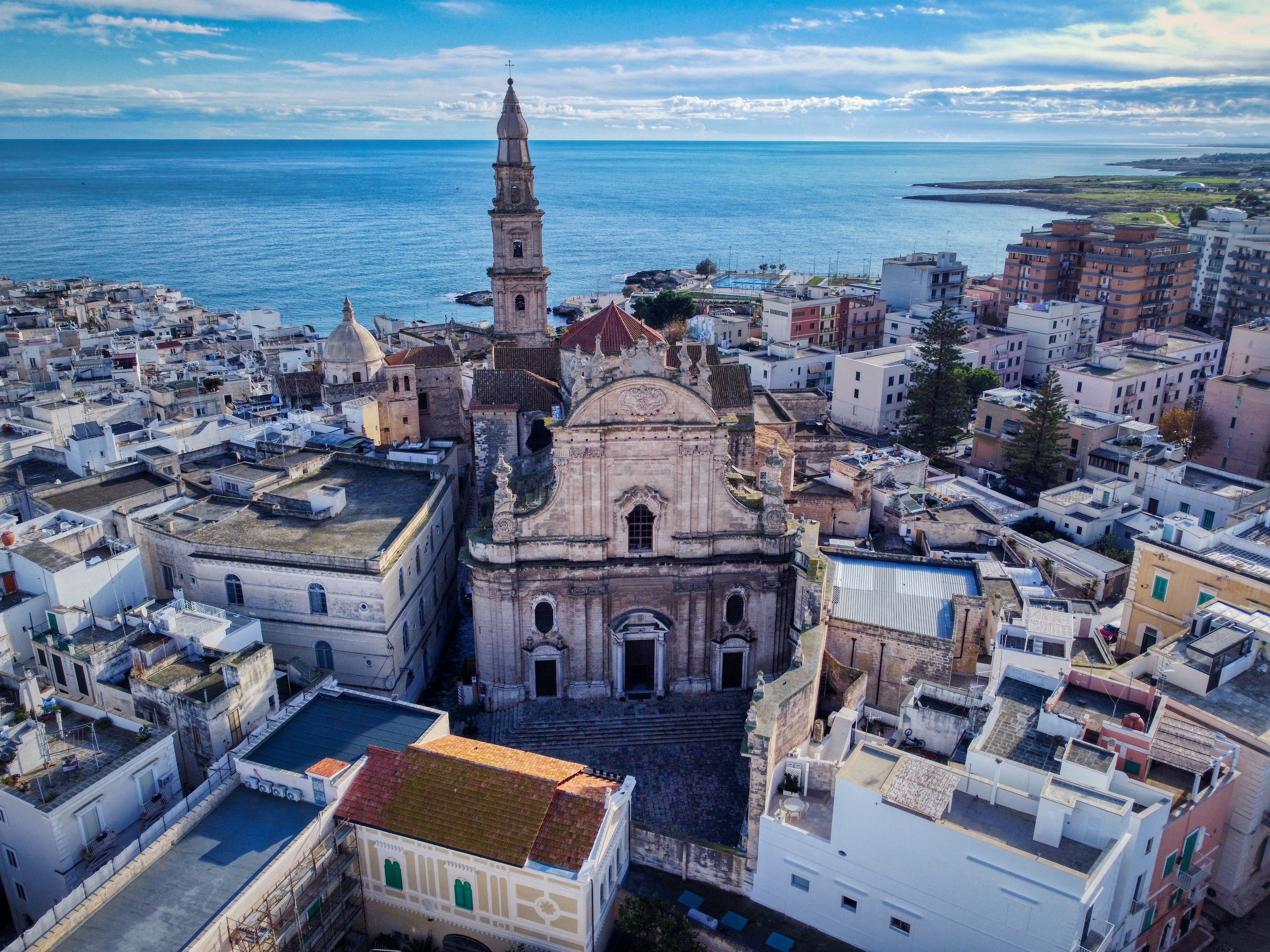
Basilica concattedrale di Maria Santissima della Madia, Monopoli (Italia)

La concattedrale è una chiesa che ha la stessa dignità e gli stessi privilegi di una cattedrale, ma ha precedenza minore. La cattedrale resta dunque la chiesa principale di una diocesi, mentre la concattedrale viene ad essa parificata.

## Diritto
Il diritto di elevare una chiesa alla dignità di concattedrale spetta alla Santa Sede.
Nessun documento tratta in modo specifico l'argomento, ma generalmente il motivo della presenza di una concattedrale può essere inquadrato nelle seguenti tipologie:
- grande significato religioso della chiesa, per una concattedrale nella stessa città della cattedrale;
- significato economico, politico o sociale della città, quando la concattedrale sorge in un'altra città;
- spostamento della sede vescovile: in questo caso la cattedrale può emigrare insieme con la residenza vescovile e l'antica cattedrale può divenire concattedrale, o viceversa la cattedrale può rimanere quella storica e nella nuova sede vescovile viene eretta una concattedrale;
- unificazione delle diocesi: è un caso di ampia applicazione in Italia a seguito del decreto della  Congregazione per i vescovi del 30 settembre 1986 con cui molte diocesi italiane sono state unite. Il decreto prevede che delle cattedrali delle diocesi unite resti cattedrale solo quella della sede residenziale, mentre le altre diventano concattedrali, rimanendo in esse la cattedra riservata al vescovo e il capitolo dei canonici con dignità proprie.